# Petya Nedelcheva
Petia Nedelcheva –en búlgar, Петя Неделчева– (Stara Zagora, 30 de juliol de 1983) fou una esportista búlgara que va competir en la modalitat de bàdminton, en les modalitats individual i de dobles.
Va guanyar una medalla de bronze als Jocs Europeus de Bakú 2015 i dues medalles en el Campionat Europeu de Bàdminton, plata a l'edició del 2010 i bronze a la del 2014.
Va participar en tres Jocs Olímpics d'Estiu, entre els anys 2004, 2008 i 2012, ocupant el cinquè lloc a Atenes 2004, en la prova individual.